# Joel Zwick

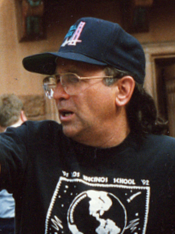
Joel Zwick, 1993

Joel Zwick (* 11. Januar 1942 in Brooklyn, New York City) ist ein US-amerikanischer Film-, Fernseh- und Theaterregisseur sowie Filmproduzent.

## Leben
Zwick schloss sein Studium mit einem Master of Arts am Brooklyn College ab.
Er begann seine Karriere beim Theater als künstlerischer Leiter des „The La Mama Plexus“ am Off-off-Broadway-Theater La MaMa Experimental Theatre Club. Ende der 1970er Jahre kam er zum Fernsehen, wo er sich einen Namen als Regisseur von Fernsehserien machte und seither in mehr als 500 Folgen verschiedener Fernsehserien die Regie übernahm. Darunter befanden sich auch 21 Pilotfolgen von Serien, die sämtlich später als reguläre Serien umgesetzt wurden.
1989 entstand sein erster Spielfilm Mein Partner mit dem zweiten Blick. Größeren Erfolg hatte er mit seinen Komödien My Big Fat Greek Wedding – Hochzeit auf griechisch (2002) und Ein Elvis kommt selten allein (2004).
Zwick unterrichtete an der Yale University, dem Brooklyn College, dem Queens College, City University of New York und dem Wheaton College. An der University of Southern California unterrichtet er im Fach Fernsehregie.
Aus der Ehe mit Candice Sherbin ging eine Tochter hervor. Entgegen einem weit verbreiteten Gerücht ist er nicht mit dem Regisseur Edward Zwick verwandt.

## Filmografie (Auswahl)

### Fernsehen
- 1977: Busting Loose (Fernsehserie, eine Folge)
- 1978: Mork vom Ork (Mork & Mindy, Fernsehserie, drei Folgen)
- 1978–1980: Laverne & Shirley (Fernsehserie, 33 Folgen)
- 1979: Makin' It (Fernsehserie, vier Folgen)
- 1980–1981: It's a Living (Fernsehserie, 10 Folgen)
- 1980–1982: Bosom Buddies (Fernsehserie, 18 Folgen)
- 1982–1983: The New Odd Couple (Fernsehserie, 17 Folgen)
- 1983–1987: Webster (Fernsehserie, 65 Folgen)
- 1984–1985: Unter Brüdern (Brothers, Fernsehserie, acht Folgen)
- 1986–1992: Ein Grieche erobert Chicago (Perfect Strangers, Fernsehserie, 99 Folgen)
- 1987–1995: Full House (Fernsehserie, 97 Folgen)
- 1989–1998: Alle unter einem Dach (Family Matters, Fernsehserie, 31 Folgen)
- 1992–1996: Eine starke Familie (Step by Step, Fernsehserie, sechs Folgen)
- 1992–1997: Echt super, Mr. Cooper (Hangin' with Mr. Cooper, Fernsehserie, neun Folgen)
- 1993–1994: Getting By (Fernsehserie, 23 Folgen)
- 1994–1995: On Our Own (Fernsehserie, 8 Folgen)
- 1995: The Wayans Bros. (Fernsehserie. 2 Folgen)
- 1997–1998: Der Hotelboy (The Jamie Foxx Show, Fernsehserie, vier Folgen)
- 2008: Two and a Half Men (Fernsehserie, eine Folge)
- 2010–2011: Pair of Kings – Die Königsbrüder (Pair of Kings, Fernsehserie, zwei Folgen)
- 2010–2011: Zack & Cody an Bord (The Suite Life on Deck, Fernsehserie, fünf Folgen)
- seit 2011: Shake It Up – Tanzen ist alles (Shake It Up, Fernsehserie)
- 2016: Fuller House (Fernsehserie, 2 Episoden)

### Filme
- 1989: Mein Partner mit dem zweiten Blick (Second Sight)
- 2002: My Big Fat Greek Wedding – Hochzeit auf griechisch (My Big Fat Greek Wedding)
- 2004: Ein Elvis kommt selten allein (Elvis Has Left the Building)
- 2004: Fat Albert

### Theater
- 1975: Dance With Me, Mayfair Theatre
- 2001: George Gershwin Alone, Helen Hayes Theatre, Broadway